# El Progreso, Nextlalpan
El Progreso, även Villa Esmeralda, är en ort i Mexiko, tillhörande kommunen Nextlalpan i delstaten Mexiko. El Progreso ligger i den centrala delen av landet och tillhör Mexico Citys storstadsområde. Orten hade 741 invånare vid folkmätningen 2010.